# Тисячі хмар світу закрили небо, кохай, твоє кохання буде вічним
«Тисячі хмар світу закрили небо, кохай, твоє кохання буде вічним» (ісп. Mil nubes de paz cercan el cielo, amor, jamas acabaras de ser amor) — мексиканський фільм-драма 2003 року, повнометражний режисерський дебют Хуліана Ернандеса. Прем'єра стрічки відбулася 11 лютого 2003 року на 53-му Берлінському міжнародному кінофестивалі де він здобув премію «Тедді» за найкращий художній фільм. Фільм було номіновано у 8-ми категоріях на здобуття мексиканської національної кінопремії «Аріель», у 3-х з яких він отримав нагороди .

## Сюжет
Сімнадцятилітній Ерардо тільки що порвав зі своїм бойфрендом Бруно. Неясно, в яких стосунках знаходилися юнаки і як довго ці стосунки тривали. Наодинці, у відчаї Ерардо блукає вулицями Мехіко. Усі чоловіки, з якими він знайомиться, нагадують йому про коханого. Ерардо дуже хоче повернути колишнє кохання. Але, чи можливо це? Після довгих поневірянь хлопець помирає від серцевого нападу й у потойбічному світі знаходить те, чого не зміг йому дати світ реальний: можливість бути поряд з тим, кого кохаєш.

## У ролях
| Хуан Карлос Торрес        | ···· | Бруно   |
| Хуан Карлос Онтуно        | ···· | Ерардо  |
| Сальвадор Альварес        | ···· | Сусана  |
| Глорія Андраде            | ···· | дівчина |
| Ллейн Фрагозо             | ···· | Мірелла |
| Мануель Грапаїн Сакеларес | ···· | Хорхе   |
| Марта Гомес               | ···· | Марта   |
| Роза Марія Гомез          | ···· | Марі    |
| Маркос Ернандес           | ···· | хлопець |
| Сальвадор Ернандес        | ···· | Антоніо |
| Перла де ла Роза          | ···· | Анна    |
| Кларісса Рендон           | ···· | Надя    |

## Критика
На вебсайті «Rotten Tomatoes» фільм отримав 32 % «гнилого» рейтингу на підставі восьми рецензій. На сайті «Metacritic» стрічка отримала «в основному негативний» рейтинг у 35 відсотків на основі 16 рецензій критиків..

## Визнання
| Нагороди та номінації фільму «Тисячі хмар світу закрили небо, кохай, твоє кохання буде вічним» | Нагороди та номінації фільму «Тисячі хмар світу закрили небо, кохай, твоє кохання буде вічним» | Нагороди та номінації фільму «Тисячі хмар світу закрили небо, кохай, твоє кохання буде вічним» | Нагороди та номінації фільму «Тисячі хмар світу закрили небо, кохай, твоє кохання буде вічним» | Нагороди та номінації фільму «Тисячі хмар світу закрили небо, кохай, твоє кохання буде вічним» | Нагороди та номінації фільму «Тисячі хмар світу закрили небо, кохай, твоє кохання буде вічним» |
| Рік                                                                                            | Кінофестиваль/кінопремія                                                                       | Категорія/нагорода                                                                             | Номінант                                                                                       | Результат                                                                                      |                                                                                                |
| ---------------------------------------------------------------------------------------------- | ---------------------------------------------------------------------------------------------- | ---------------------------------------------------------------------------------------------- | ---------------------------------------------------------------------------------------------- | ---------------------------------------------------------------------------------------------- | ---------------------------------------------------------------------------------------------- |
| 2003                                                                                           | 53-й Берлінський міжнародний кінофестиваль                                                     | Премія «Тедді» за найкращий художній фільм                                                     | Премія «Тедді» за найкращий художній фільм                                                     | Перемога                                                                                       |                                                                                                |
| 2003                                                                                           | Латиноамериканський кінофестиваль в Лімі                                                       | Найкраща перша робота                                                                          | Найкраща перша робота                                                                          | Перемога                                                                                       |                                                                                                |
| 2004                                                                                           | Премія «Аріель»                                                                                | Золотий Аріель                                                                                 | Золотий Аріель                                                                                 | Номінація                                                                                      |                                                                                                |
| 2004                                                                                           | Премія «Аріель»                                                                                | Срібний Аріель за найкращу режисерську робота                                                  | Хуліан Ернандес                                                                                | Номінація                                                                                      |                                                                                                |
| 2004                                                                                           | Премія «Аріель»                                                                                | Срібний Аріель за найкращу першу роботу                                                        | Хуліан Ернандес                                                                                | Номінація                                                                                      |                                                                                                |
| 2004                                                                                           | Премія «Аріель»                                                                                | Срібний Аріель за найкращий сценарій для кіно                                                  | Хуліан Ернандес                                                                                | Номінація                                                                                      |                                                                                                |
| 2004                                                                                           | Премія «Аріель»                                                                                | Срібний Аріель за найкращу жіночу роль другого плану                                           | Кларісса Рендон                                                                                | Перемога                                                                                       |                                                                                                |
| 2004                                                                                           | Премія «Аріель»                                                                                | Срібний Аріель за найкращу епізодичну жіночу роль                                              | Перла де ла Роза                                                                               | Перемога                                                                                       |                                                                                                |
| 2004                                                                                           | Премія «Аріель»                                                                                | Срібний Аріель за найкращий звук                                                               |                                                                                                | Перемога                                                                                       |                                                                                                |
| 2004                                                                                           | Премія «Аріель»                                                                                | Срібний Аріель за найкращий монтаж                                                             |                                                                                                | Номінація                                                                                      |                                                                                                |